# 대상 (상인)
대상(隊商)은 낙타나 말 등에 짐을 싣고 떼지어 다니면서 특산물을 팔고 사는 상인의 집단을 뜻하며, 캐러밴(영어: caravan) 또는 카라반(페르시아어: کاروان)이라고도 부른다. 사막이나 초원, 비단길과 같은 사람이 살지 않는 곳을 가로질러 다니므로, 도적떼로부터 상품을 보호하기 위해 모여 다녔다.

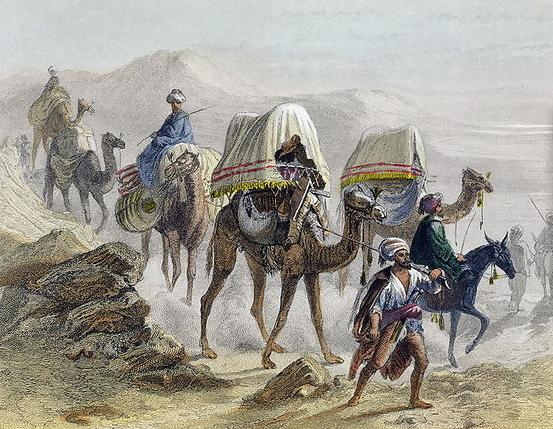
하우더를 얹은 낙타 기차(1855)

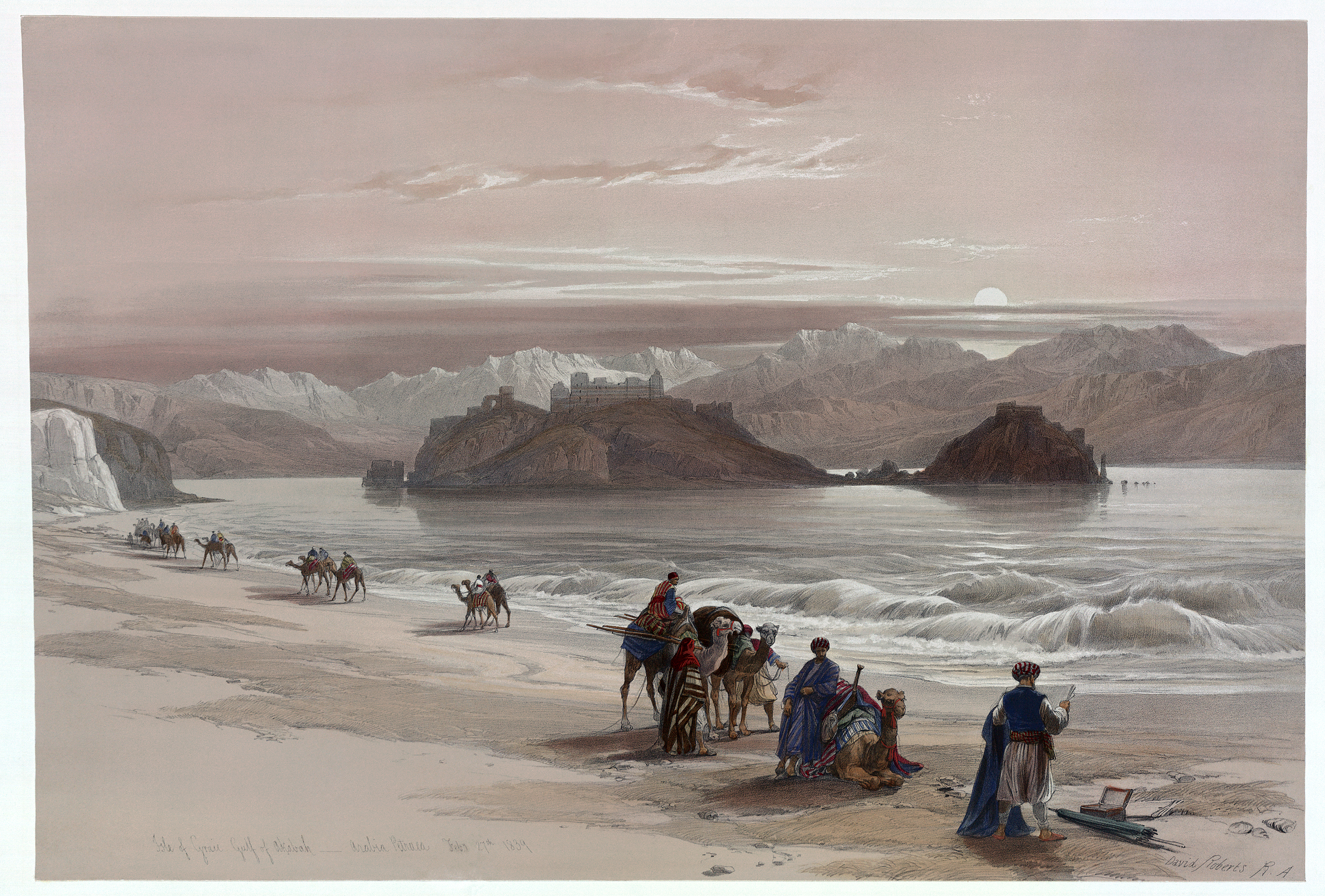
그라이아 섬 사이를 지나가는 무역 대상

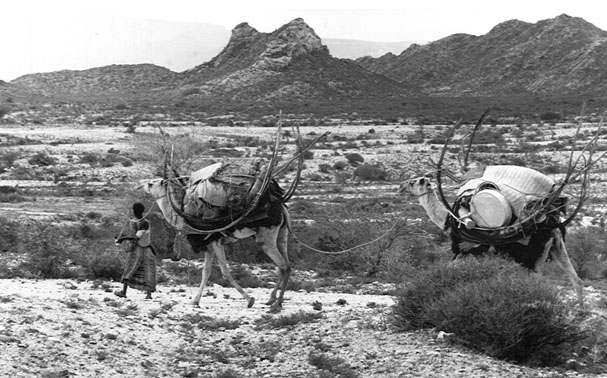
소말리아 낙타 대상

## 역사
대상은 동 아시아와 유럽을 연결하여 비단이나 보석같은 귀중품이나 특산품을 운반했다. 이것은 비싼 물건들로 항상 도적떼들의 표적이 되었다. 위험하고 힘든 일이긴 하나 이익은 훗날의 향료무역과도 비교할 수 없을만큼 막대했다. 지역의 지배 계층에게 신기하고 인기 있는 물품을 전해 주었으므로, 대상들이 머물 숙소를 지어 동물들을 휴식 할 수 있게 하고 물품을 보충할 수 있도록 도와주었다. 하지만 중세에 이르기까지 대상이 운반할 수 있는 물품의 수량은 한정되어 있어서 500 마리의 낙타가 운반 할 수 있는 상품이 비잔틴 시대의 배 한척에 비해 1/3나 1/2 정도 밖에 되지 못했다.
현대에는 이러한 무역 방식은 거의 소멸했지만 일부 저개발 국가에는 여전히 남아있다. 

## 같이 보기
- 호송